# Risoba owgarra
Risoba owgarra är en fjärilsart som beskrevs av Louis Beethoven Prout 1921. Risoba owgarra ingår i släktet Risoba och familjen trågspinnare. Inga underarter finns listade.